# کاستلفرانکو ونتو
کاستلفرانکو ونتو (به ایتالیایی: Castelfranco Veneto) یک کومونه در ایتالیا است که در استان ترویزو واقع شده‌است.

## خصوصیات
کاستلفرانکو ونتو ۵۰٫۹۳ کیلومترمربع مساحت و ۳۳٬۴۰۷ نفر جمعیت دارد و ۴۲ متر بالاتر از سطح دریا واقع شده‌است.

## خواهرخوانده
شهر گولف خواهرخواندهٔ کاستلفرانکو ونتو هست.